# 吳尊盤
吴尊盘（?—?），浙江山阴县（今属绍兴市）人。清朝官员。同进士出身。
乾隆四十三年（1778年）戊戌科三甲进士。乾隆五十三年（1788年）任福建邵武府建宁县知县。嘉慶六年，補邵武府同知。七年十二月，任蚶江通判。